# Bosiljevo (Čazma)
Bosiljevo is een plaats in de gemeente Čazma in de Kroatische provincie Bjelovar-Bilogora. De plaats telt 332 inwoners (2001).